# 4002 Shinagawa
4002 Shinagawa је астероид главног астероидног појаса. Приближан пречник астероида је 12,3 ,
а средња удаљеност астероида од Сунца износи 2,516 астрономских јединица (АЈ).
Инклинација (нагиб) орбите у односу на раван еклиптике је 14,677 степени, а орбитални период износи 1457,720 дана (3,991 године). Ексцентрицитет орбите астероида износи 0,028.
Апсолутна магнитуда астероида износи 11,9 а геометријски албедо 0,202.
Астероид је откривен 14. маја 1950. године.